# Каризио
Каризио (итал. Carisio) је насеље у Италији у округу Верчели, региону Пијемонт.
Према процени из 2011. у насељу је живело 547 становника. Насеље се налази на надморској висини од 182 м.

## Становништво
| 1936. | 1951. | 1961. | 1971. | 1981. | 1991. | 2001. | 2011. |
| ----- | ----- | ----- | ----- | ----- | ----- | ----- | ----- |
| 1.654 | 1.576 | 1.327 | 1.191 | 1.088 | 992   | 956   | 864   |